# Mường Lống
Mường Lống là một xã thuộc tỉnh Nghệ An, Việt Nam.

## Địa lý
Xã Mường Lống có vị trí địa lý:
- Phía Đông giáp xã Nhôn Mai;
- Phía Nam giáp xã Chiêu Lưu và xã Hữu Kiệm;
- Phía Tây giáp xã Hữu Kiệm và xã Huồi Tụ;
- Phía Bắc giáp xã Mỹ Lý.

Xã Mường Lống có diện tích tự nhiên 148,31 km².

## Đặc điểm
Tên gọi "Mường Lống" vốn ban đầu hiểu theo tiếng Thái là "Lống Tang", nghĩa là "lạc đường", do xưa nơi đây nhiều rừng nên người dân dễ bị lạc .
Xã Mường Lống trước thuộc huyện Tương Dương. Năm 1961, sau khi thành lập huyện Kỳ Sơn từ một phần diện tích và dân số của huyện Tương Dương, xã Mường Lống thuộc huyện Kỳ Sơn. Năm 1977, xã Mường Lống sáp nhập thêm xã Mường Thù và vẫn giữ tên Mường Lống.
Xã nằm trong thung lũng trên một đỉnh núi cao 1485 mét thuộc dãy Trường Sơn, gần biên giới với Lào. Con đường đi đến xã bắt đầu từ thị trấn Mường Xén, huyện Kỳ Sơn, tỉnh Nghệ An, trải dài trên 50 km đường đất men theo những con đèo nhỏ, sau đó vượt qua "cổng trời" gọi là "cổng Trời Mường Lống".
Địa lý, cảnh quan và khí hậu mát mẻ của xã Mường Lống khiến xã được ví với "một Đà Lạt giữa miền Trung nắng cháy"  hay "một Sa Pa giữa miền Trung cát trắng"  và thích hợp làm nơi nghỉ dưỡng. Lý do bởi thung lũng Mường Lống tuy nằm trong dải càn quét của những trận gió Lào nhưng ở độ cao lớn, lại được các vùng núi cao xung quanh che chắn, nên khí hậu vào mùa hè rất mát mẻ. Các đỉnh núi nơi đây quanh năm mây mù bao phủ, một ngày có đủ 4 kiểu thời tiết của mùa Xuân, Hạ, Thu, Đông .
Trước những năm 1990, Mường Lống được coi là thủ phủ của cây thuốc phiện. Mường Lống được coi là vùng đất trồng cây thuốc phiện tốt nhất, năng suất nhất ở Kỳ Sơn . Tuy nhiên, từ năm 1997 đến nay, tình trạng nhà nhà, người người trồng cây thuốc phiện đã được chính quyền địa phương dẹp bỏ và thay vào đó là mận tam hoa cùng một số loại cây ăn trái khác .

## Diện tích và Dân số
Xã có diện tích tự nhiên: 148,31 km², quy mô dân số: 5.649 người.

## Lễ hội
Tại Mường Lống, ngoài các hoạt động lễ hội thường niên của người Mông, xã còn nổi tiếng với lễ hội chọi bò. Theo các cụ già trong xã kể lại thì văn hóa chọi bò của người Mông tại đây đã hình thành vào khoảng năm 1925 và truyền từ thế hệ này sang thế hệ khác cho đến nay . Bò được lựa chọn, mua với giá cao về nuôi dưỡng, chăm sóc cẩn thận và đưa vào xới chọi trong bất cứ dịp lễ hội nào trong năm như ngày tết, ngày quốc khánh v.v..